# Зілай (село, Балезінський район)
Зіла́й (рос. Зилай) — село (колишнє селище) в Балезінському районі Удмуртії, Росія.

## Населення
Населення — 32 особи (2010; 33 в 2002).
Національний склад станом на 2002 рік:
- удмурти — 92 %

## Господарство
В селі знаходиться залізнична станція Зілай.